# Vinterland (musikgrupp)
Vinterland är en svensk black metalgrupp från Kvicksund. Debutalbumet Welcome My Last Chapter släpptes 1996 med låtar som "Our Dawn of Glory", "So Far Beyond" och "Vinterskogen". Bandet splittrades dock strax därefter, men återförenades i början på 2006 för att skriva nytt material.

## Medlemmar
Nuvarande medlemmar
- D.F. Bragman (Daniel Forn Bragman) – basgitarr, gitarr, sång (1992–1998), gitarr, sång (2011– )
- Andreas Jonsson – trummor (1992–1998, 2011– )
- Pehr Larsson – gitarr, bakgrundssång (1992–1996), gitarr (2011– )

Tidigare medlemmar
- Gustav Ekbäck – sång

Turnerande medlemmar
- Fredrik Sööberg – basgitarr
- Peter Bjärgö – keyboard
- Fredrik Lundkvist – gitarr (2011–?)

## Diskografi
Demo
- 1994 – A Castle So Crystal Clear
- 1999 – It's Here I Belong

Studioalbum
- 1996 – Welcome My Last Chapter